# Hyperphyscia
Hyperphyscia is een geslacht van korstmossen behorend tot de familie Physciaceae.

## Soorten
Volgens Index Fungorum telt het geslacht acht soorten (januari 2024):
| Soortnaam                                 | Auteur(s)                                        | Publicatiejaar |
| ----------------------------------------- | ------------------------------------------------ | -------------- |
| Hyperphyscia adglutinata (Dun schaduwmos) | (Flörke) H. Mayrhofer & Poelt                    | 1979           |
| Hyperphyscia confusa                      | Essl., C.A. Morse & S.D. Leav.                   | 2012           |
| Hyperphyscia endochrysea                  | (Nyl.) Filippini, Quiroga, J.M. Rodr. & Estrabou | 2015           |
| Hyperphyscia lucida (Glimmend schaduwmos) | van der Pluijm                                   | 2020           |
| Hyperphyscia oxneri                       | S. Y. Kondr. & Hur                               | 2018           |
| Hyperphyscia pruinosa                     | Moberg                                           | 1987           |
| Hyperphyscia syncolla                     | (Tuck. ex Nyl.) Kalb                             | 1983           |
| Hyperphyscia synthalea                    | (C. Knight) Müll. Arg.                           | 1894           |